# Gyesirok
Gyesirok (en coreà, 계시록) és una pel·lícula de thriller de misteri de Corea del Sud del 2025 escrita i dirigida per Yeon Sang-ho amb Choi Gyu-seok, basat en el seu propi webtoon homònim. Produïda per Wow Point, és protagonitzada per Ryu Jun-yeol i Shin Hyun-been. La pel·lícula es va estrenar a Netflix el 21 de març de 2025, amb subtítols en català.
El director Yeon Sang-ho, que va dirigir Train to Busan (2016), i el productor Alfonso Cuarón, que va dirigir Roma (2018), es va unir amb Wow Point per gestionar la producció de la pel·lícula.
El rodatge principal va començar l'abril de 2024 i va acabar el juny del mateix any.